# 青山村 (香港)

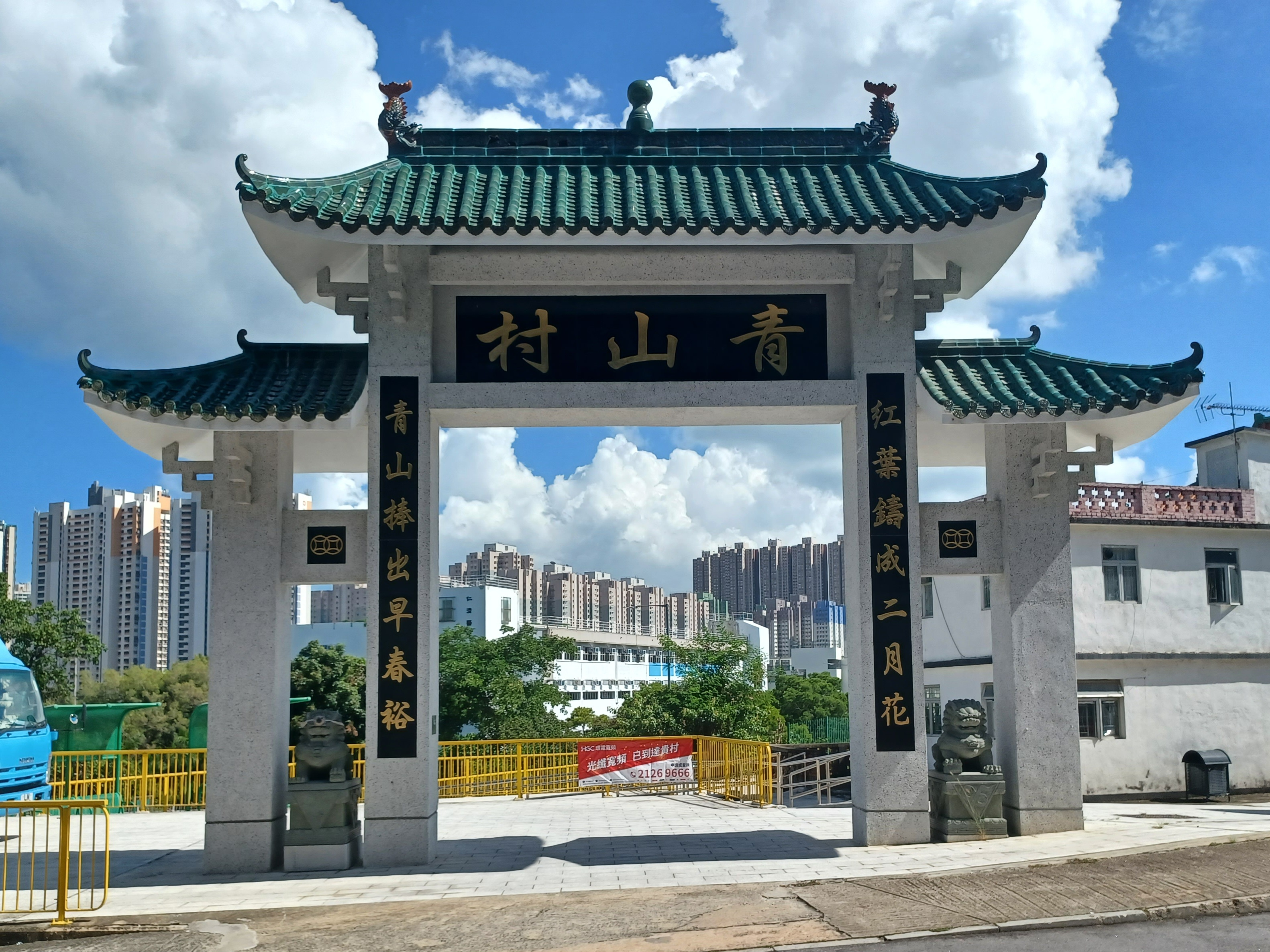
青山村牌坊，前方道路為環山路

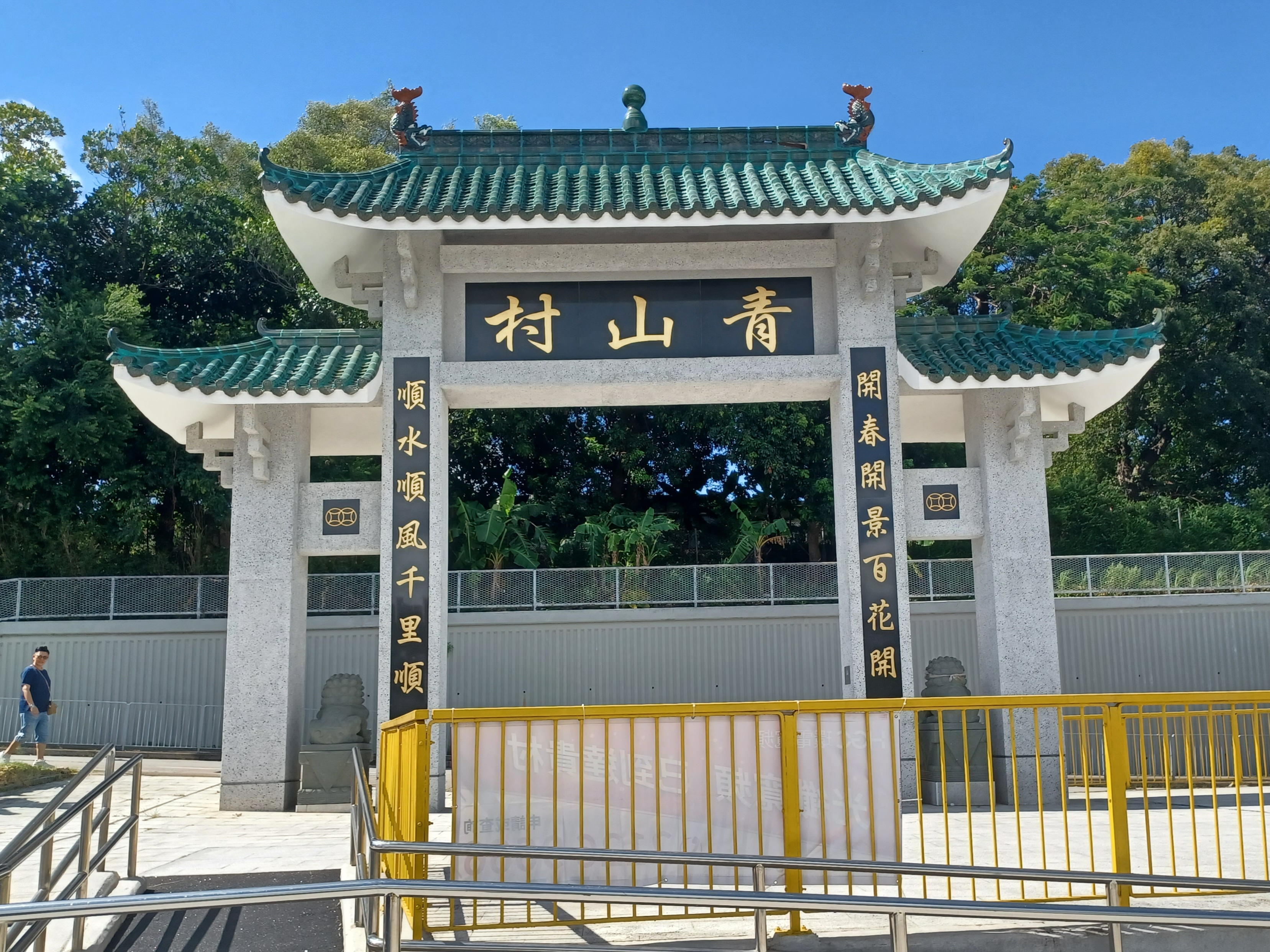
青山村牌坊，前方道路為環山路

青山村（英語：Tsing Shan Tsuen）是香港一條鄉村，位於新界屯門區青山的東部，村落附近為青山禪院的所在地。香港輕鐵在青山村一帶設有青山村站。
青山村曾於1976年6月23日獲劃定為具特殊科學價值地點，面積0.1公頃，為全香港最小的具特殊科學價值地點。其特色是擁有兩棵樹齡較高的肉桂樹，惟於2007年被取消具特殊科學價值地點的資格。